# Éclipse solaire du 4 décembre 2002
L'éclipse solaire du 4 décembre 2002 est une éclipse solaire totale.
C'était la 2e éclipse totale du XXIe siècle.

## Visibilité

Carte animée de l'éclipse.

La zone de pénombre (éclipse partielle) était visible au sud de l'Afrique et de l'Australie.
La bande de l'éclipse totale a, quant à elle, traversé l'Afrique du Sud, l'océan Indien et l'Australie.
Dans certaines parties de l'Angola la bande de totalité de cette éclipse croisa celle de la précédente du 21 juin 2001, dans cette zone c'était la seconde éclipse totale de Soleil en moins de 18 mois.

## Image

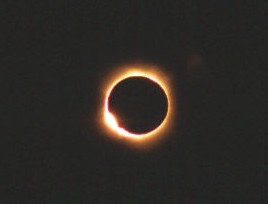
L'éclipse depuis l'Australie-Méridionale. On distingue les grains de Baily.